# Paramonova emarginata
Paramonova emarginata är en tvåvingeart som först beskrevs av Kelsey 1970.  Paramonova emarginata ingår i släktet Paramonova och familjen fönsterflugor. Inga underarter finns listade i Catalogue of Life.